# Fußball-Europameisterschaft der Frauen 2013/Frankreich
Dieser Artikel behandelt die französische Fußballnationalmannschaft der Frauen bei der Europameisterschaft 2013 in Schweden. Die Französinnen nehmen zum sechsten Mal an einer EM teil; ihr bisher bestes Ergebnis dabei war eine Viertelfinalteilnahme 2009.

## Qualifikation
| Pl. | Team       | Sp. | S | U | N | Tore  | Pkt. |
| --- | ---------- | --- | - | - | - | ----- | ---- |
| 1   | Frankreich | 8   | 8 | 0 | 0 | 32:02 | 24   |
| 2   | Schottland | 8   | 5 | 1 | 2 | 21:12 | 16   |
| 3   | Wales      | 8   | 3 | 1 | 4 | 12:14 | 10   |
| 4   | Irland     | 8   | 3 | 0 | 5 | 08:11 | 09   |
| 5   | Israel     | 8   | 0 | 0 | 8 | 01:35 | 0    |

siehe auch den Hauptartikel Fußball-Europameisterschaft der Frauen 2013/Qualifikation
Die französische Frauschaft gewann in der Europa-Gruppe 4 ihre sämtlichen acht Spiele und qualifizierte sich auf direktem Weg für die Endrunde:
Schottland – Frankreich 0:5 und 0:2
Frankreich – Wales 4:0 und 4:1
Frankreich – Irland 4:0 und 3:1
Israel – Frankreich 0:5 und 0:5
Die 32 Treffer der Bleues in dieser Qualifikation erzielen: Eugénie Le Sommer (7), Gaëtane Thiney und Marie-Laure Delie (je 5), Élodie Thomis (4), Camille Abily und Louisa Nécib (je 2) sowie Sonia Bompastor, Corine Franco, Julie Morel, Wendie Renard und Léa Rubio (je 1); dazu kamen zwei Eigentore der Schottin Ifeoma Dieke und der Israelin Oshrat Eini.

## Vorbereitung
Die Französinnen hatten es von Oktober 2012 bis April 2013 in sieben internationalen Begegnungen lediglich auf sieben Unentschieden gebracht, darunter je zweimal gegen Deutschland und Brasilien. In der unmittelbaren Vorbereitungsphase vor Endrundenbeginn bestritten sie drei vorbereitende Freundschaftsspiele vor eigenem Publikum: am 1. Juni gegen Finnland (3:0), am 29. Juni gegen Norwegen (1:0) – auf beide Gegner könnte Frankreich in der Europameisterschafts-Finalrunde erneut treffen – und am 6. Juli gegen Australien (0:2).

## Aufgebot
Für die Endrunde hat Trainer Bruno Bini in seinem 23 Spielerinnen umfassenden Kader wie gewohnt auf eine Blockbildung aus den vier Spitzenklubs der Division 1 Féminine gesetzt. Im Aufgebot stehen neun Frauen aus Lyon, je sechs aus Paris und Juvisy sowie zwei aus Montpellier. Außerdem hatte Bini sechs Spielerinnen benannt, die bei Bedarf – etwa einem verletzungsbedingten Ausfall einer der „ersten 23“ – kurzfristig einspringen können: die beiden Torfrauen Méline Gérard (AS Saint-Étienne) und Laëtitia Philippe (HSC Montpellier), Abwehrspielerin Annaïg Butel (Juvisy FCF) und die offensiven Viviane Asseyi (HSC Montpellier), Laura Bouillot (FF Yzeure Allier Auvergne) und Marina Makanza (HSC Montpellier). Von diesen „Reservistinnen“ ersetzte noch vor Endrundenbeginn Asseyi die Stürmerin Laëtitia Tonazzi, bei der die medizinische Prognose, rechtzeitig wieder fit zu werden, negativ ausfiel. Dagegen verzichtete Bini, wie schon während der gesamten Länderspielsaison 2012/13, auch für Schweden auf eine Nominierung der routinierten Lyonerin Sonia Bompastor.
Vier Französinnen (Élise Bussaglia, Camille Abily, Laura Georges und Sandrine Soubeyrand) hatten bereits vorher mehr als 100 A-Länderspiele absolviert. Mit Louisa Nécib stieß eine fünfte in Schweden in den „100er-Klub“ dazu. Auch Trainer Bini stand kurz vor dem Erreichen dieser Zahl; dazu hätte Frankreich allerdings das Halbfinale erreichen müssen.
Das Durchschnittsalter der 23 Spielerinnen betrug bei Turnierbeginn 26 Jahre und elf Monate. Jüngstes Mitglied des Aufgebotes ist die 19-jährige Viviane Asseyi, zum Zeitpunkt ihrer Nachnominierung noch ohne A-Länderspiel; mehr als doppelt so alt ist Sandrine Soubeyrand, die Rekordinternationale der Bleues: sie feiert drei Wochen nach Turnierende ihren 40. Geburtstag.
| Nr.                    | Name                                         | Verein (a)                    | Länderspiele (Tore) (b)0 | Geburtstag | Sp.       | Eins.- zeit (c) | Tore      | Gelbe Karte | Gelb-Rote Karte | Rote Karte |  |
| Torfrauen              | Torfrauen                                    | Torfrauen                     | Torfrauen                | Torfrauen  | Torfrauen | Torfrauen       | Torfrauen | Torfrauen   | Torfrauen       | Torfrauen  |  |
| ---------------------- | -------------------------------------------- | ----------------------------- | ------------------------ | ---------- | --------- | --------------- | --------- | ----------- | --------------- | ---------- |  |
| 21                     | Karima Benameur                              | Paris Saint-Germain           | 02 0(0)                  | 13.04.1989 | 0         | 0               | 0         | 0           | 0               | 0          |  |
| 16                     | Sarah Bouhaddi                               | Olympique Lyon                | 067 0(0)                 | 17.10.1986 | 3         | 300             | 0         | 0           | 0               | 0          |  |
| 1                      | Céline Deville                               | Juvisy FCF                    | 058 0(0)                 | 24.01.1982 | 1         | 90              | 0         | 0           | 0               | 0          |  |
| Abwehrspielerinnen     |                                              |                               |                          |            |           |                 |           |             |                 |            |  |
| 3                      | Laure Boulleau                               | Paris Saint-Germain           | 039 0(0)                 | 22.10.1986 | 3         | 300             | 0         | 0           | 0               | 0          |  |
| 22                     | Sabrina Delannoy                             | Paris Saint-Germain           | 05 0(0)                  | 18.05.1986 | 2         | 154             | 0         | 0           | 0               | 0          |  |
| 7                      | Corine Franco                                | Olympique Lyon                | 081 (11)                 | 05.10.1983 | 4         | 390             | 0         | 0           | 0               | 0          |  |
| 4                      | Laura Georges                                | Paris Saint-Germain           | 136 0(5)                 | 20.08.1984 | 3         | 236             | 0         | 0           | 0               | 0          |  |
| 15                     | Jessica Houara                               | Paris Saint-Germain           | 07 0(0)                  | 29.09.1987 | 1         | 90              | 0         | 0           | 0               | 0          |  |
| 5                      | Ophélie Meilleroux                           | HSC Montpellier               | 067 0(0)                 | 18.01.1984 | 0         | 0               | 0         | 0           | 0               | 0          |  |
| 2                      | Wendie Renard                                | Olympique Lyon                | 036 0(6)                 | 20.07.1990 | 4         | 390             | 2         | 1           | 0               | 0          |  |
| 11                     | Julie Soyer                                  | Juvisy FCF                    | 06 0(0)                  | 30.06.1985 | 0         | 0               | 0         | 0           | 0               | 0          |  |
| Mittelfeldspielerinnen |                                              |                               |                          |            |           |                 |           |             |                 |            |  |
| 23                     | Camille Abily                                | Olympique Lyon                | 116 (23)                 | 05.12.1984 | 4         | 345             | 0         | 0           | 0               | 0          |  |
| 8                      | Élise Bussaglia                              | Olympique Lyon                | 111 (20)                 | 24.09.1985 | 4         | 345             | 0         | 0           | 0               | 0          |  |
| 13                     | Camille Catala                               | Juvisy FCF                    | 018 0(2)                 | 06.05.1991 | 2         | 45              | 0         | 0           | 0               | 0          |  |
| 10                     | Amandine Henry                               | Olympique Lyon                | 013 0(1)                 | 28.09.1989 | 1         | 60              | 0         | 0           | 0               | 0          |  |
| 14                     | Louisa Nécib                                 | Olympique Lyon                | 097 (20)                 | 23.01.1987 | 4         | 297             | 2         | 0           | 0               | 0          |  |
| 6                      | Sandrine Soubeyrand                          | Juvisy FCF                    | 194 (17)                 | 16.08.1973 | 4         | 210             | 0         | 0           | 0               | 0          |  |
| 17                     | Gaëtane Thiney                               | Juvisy FCF                    | 088 (35)                 | 28.10.1985 | 4         | 320             | 0         | 0           | 0               | 0          |  |
| Angreiferinnen         |                                              |                               |                          |            |           |                 |           |             |                 |            |  |
| 20                     | Viviane Asseyi (d)                           | HSC Montpellier               | 01 0(0)                  | 20.11.1993 | 0         | 0               | 0         | 0           | 0               | 0          |  |
| 19                     | Sandrine Brétigny                            | Juvisy FCF                    | 022 0(9)                 | 02.07.1984 | 0         | 0               | 0         | 0           | 0               | 0          |  |
| 18                     | Marie-Laure Delie                            | Paris Saint-Germain           | 059 (45)                 | 29.01.1988 | 2         | 150             | 2         | 0           | 0               | 0          |  |
| 9                      | Eugénie Le Sommer                            | Olympique Lyon                | 074 (26)                 | 18.05.1989 | 4         | 328             | 2         | 0           | 0               | 0          |  |
| 12                     | Élodie Thomis                                | Olympique Lyon                | 090 (27)                 | 13.08.1986 | 4         | 240             | 0         | 0           | 0               | 0          |  |
| Trainerteam            |                                              |                               |                          |            |           |                 |           |             |                 |            |  |
|                        | Bruno Bini (Cheftrainer)                     | Bruno Bini (Cheftrainer)      | 95                       | 01.10.1954 | 4         |                 |           |             |                 |            |  |
|                        | André Barthélémy (Co-Trainer)                |                               |                          |            |           |                 |           |             |                 |            |  |
|                        | Corinne Diacre (Co-Trainerin)                | Corinne Diacre (Co-Trainerin) |                          | 04.08.1974 |           |                 |           |             |                 |            |  |
|                        | Philippe Joly (Physis- und Torfrauentrainer) |                               |                          |            |           |                 |           |             |                 |            |  |

## EM-Endrunde

### Vorrunde
Die Französinnen trafen in der Vorrunde (Gruppe C) zunächst auf Russland, Spanien und England. Die Länderspielbilanzen der Bleues gegen ihre Gruppengegnerinnen waren vor Turnierbeginn durchweg positiv: gegen England sechs Siege, sieben Remis, zwei Niederlagen, gegen Spanien sechs Siege, drei Unentschieden und keine Niederlage, gegen Russland fünf Siege, ein Remis und zwei Niederlagen.
| Pl. | Team       | Sp. | S | U | N | To. | P. |
| --- | ---------- | --- | - | - | - | --- | -- |
| 1   | Frankreich | 3   | 3 | 0 | 0 | 7:1 | 9  |
| 2   | Spanien    | 3   | 1 | 1 | 1 | 4:4 | 4  |
| 3   | Russland   | 3   | 0 | 2 | 1 | 3:5 | 2  |
| 4   | England    | 3   | 0 | 1 | 2 | 3:7 | 1  |

| Freitag, 12. Juli 2013, 18:00 Uhr in Norrköping   |   |          |           |
| Frankreich                                        | – | Russland | 3:1 (2:0) |
| Montag, 15. Juli 2013, 20:30 Uhr in Norrköping    |   |          |           |
| Frankreich                                        | – | Spanien  | 1:0 (1:0) |
| Donnerstag, 18. Juli 2013, 20:30 Uhr in Linköping |   |          |           |
| Frankreich                                        | – | England  | 3:0 (1:0) |

Gegen Russland stellte der Trainer die Bleues im 4-2-3-1 auf:
Bouhaddi – Franco, Georges, Renard, Boulleau – Bussaglia, Soubeyrand (76. Catala) – Le Sommer , Abily, Thiney (66. Nécib) – Delie  (61. Thomis)
Gegen Spanien änderte Bini die Startelf lediglich auf einer Mittelfeldposition:
Bouhaddi – Franco, Georges, Renard , Boulleau – Bussaglia, Soubeyrand (46. Thomis) – Abily, Nécib (63. Le Sommer), Thiney – Delie
Nach diesem zweiten Spiel standen die Französinnen als erste Mannschaft des Turniers bereits als Viertelfinalistinnen (und zudem als Sieger ihrer Vorrundengruppe) fest. Dennoch kündigte der Trainer am Vortag des England-Spiels an, auch diese Begegnung gewinnen zu wollen und deshalb das Team – worüber in der Presse spekuliert worden war – nicht komplett umzukrempeln. In der Startelf gaben dann allerdings doch vier Spielerinnen ihr EM-Debüt:
Deville – Franco, Renard , Delannoy, Houara – Soubeyrand (46. Bussaglia), Henry (61. Catala) – Thomis, Nécib , Thiney (46. Abily) – Le Sommer 
Für Louisa Nécib war es das hundertste A-Länderspiel.

### Viertelfinale
Gegen die Däninnen wies die französische Länderspielbilanz in 15 Begegnungen einen negativen Saldo (5 Siege und 3 Remis bei 7 Niederlagen) aus. Seit dem Jahr 2000 hatten die Bleues dabei allerdings nur noch zweimal verloren (2001 in einem Europameisterschafts-Gruppenspiel mit 3:4 und beim Algarve-Cup 2007, kurz nach Binis Amtsantritt, mit 0:4), jedoch fünf Mal gewonnen. Bei dem Spiel 2001 stand Soubeyrand bereits in der französischen Elf – ebenso wie die heutige Co-Trainerin Corinne Diacre, die damals wegen Schiedsrichterbeleidigung des Feldes verwiesen wurde.
| Montag, 22. Juli 2013, 20:45 Uhr in Linköping |   |          |                      |
| Frankreich                                    | – | Dänemark | 1:1 n. V., 2:4 i. E. |

Erst kurz vor Spielbeginn stand fest, dass ein Einsatz der Stoßstürmerin Delie aufgrund einer Adduktorenverletzung, die sie sich beim Aufwärmen vor dem England-Match zugezogen hatte, zu riskant wäre. Bini benannte daraufhin folgende Startelf, wobei er Thiney in die Spitze und Le Sommer ins linke offensive Mittelfeld beordert hatte:
Bouhaddi – Franco, Georges (57. Delannoy), Renard , Boulleau – Bussaglia, Soubeyrand (46. Thomis) – Abily, Nécib , Le Sommer – Thiney
Thiney und Le Sommer verwandelten im Strafstoßschießen ihre Elfmeter, Nécib (an der dänischen Torfrau) und Delannoy (am Torpfosten) scheiterten. Bouhaddi konnte nur einen der fünf dänischen Strafstöße abwehren.

## Nach der Europameisterschaft
Nach dem vorzeitigen Ausscheiden der zwischenzeitlich von vielen Journalisten zum Topfavoriten erklärten Elf erinnerte L’Équipe an die Parallele zur EM 2009, anlässlich derer die Französinnen ebenfalls im Viertelfinale und nur nach Elfmeterschießen – seinerzeit gegen die Niederlande – ausgeschieden waren. Trainer Bini verneinte die Frage, ob dieses Ausscheiden einen Rückschlag für das gestiegene französische Interesse am Frauenfußball bedeute; über Konsequenzen betreffs seiner eigenen Person mache er sich so kurz nach Spielende noch keine Gedanken. Und Sandrine Soubeyrand, für die dieses 198. zugleich ihr letztes Länderspiel war, zog das Fazit: „So ist dieser Sport: Man muss effizient sein, Dominanz alleine reicht nicht“.
Anschließend wählte die UEFA dennoch fünf Französinnen in den 23-köpfigen Spielerinnenkreis für das All-Star-Team dieses Turniers, nämlich Laure Boulleau, Wendie Renard, Louisa Nécib, Eugénie Le Sommer und Gaëtane Thiney. Nur Europameister Deutschland war in dieser Auswahl mit sogar sechs Spielerinnen ähnlich zahlreich vertreten. Diese internationale Wertschätzung bewahrte den Trainer allerdings nicht davor, dass das Exekutivkomitee der Fédération Française de Football am 30. Juli mit sofortiger Wirkung Binis noch bis 2015 laufenden Vertrag auflöste und auch seinen Nachfolger (Philippe Bergeroo) benannte.

## Belege und Anmerkungen
1. ↑  siehe Binis Entscheidung vom 4. Juni 2013
2. ↑  siehe den entsprechenden Artikel auf der Verbandsseite
3. ↑  siehe den Artikel vom 11. Juli 2013 bei France Football
4. ↑  nach der Matchseite auf uefa.com
5. ↑  siehe den Artikel „Une compo mystère face à l’Angleterre“ vom 17. Juli 2013 bei footofeminin.fr
6. ↑  siehe die Meldung vom 21. Juli 2013 bei France Football
7. ↑  Aufstellung nach uefa.com sowie francefootball.fr
8. ↑  siehe den Artikel „Frankreich in der dänischen Falle“ vom 22. Juli 2013 bei lequipe.fr
9. ↑  siehe den Artikel „Bini: »Niedergeschlagen«“ vom 23. Juli 2013 bei lequipe.fr
10. ↑  siehe den Artikel „Soubeyrand: »Nicht effizient genug«“ vom 23. Juli 2013 bei lequipe.fr